# George Bridgeman, IV conte di Bradford
George Cecil Orlando Bridgeman, IV conte di Bradford (3 febbraio 1845 – Londra, 2 gennaio 1915), è stato un nobile e ufficiale inglese.

## Biografia
Era il figlio primogenito di Orlando Bridgeman, III conte di Bradford, e di sua moglie, Selina Louisa Weld-Forester. Studiò alla Harrow School.

## Carriera
Fu deputato per il collegio di North Shropshire (1867-1885). È stato vice tenente di Warwickshire e Shropshire, e giudice di pace per Staffordshire, Warwickshire e Shropshire.
Servì nel 1º reggimento Life Guards e nella Shropshire Yeomanry Cavalry, raggiungendo il grado di capitano.
Nel 1898 successe al padre nella contea.

## Matrimonio
Sposò, il 7 settembre 1869 a Maltby, Lady Ida Frances Annabella Lumley (28 novembre 1848-22 agosto 1936), figlia di Richard Lumley, IX conte di Scarbrough e Frederica Mary Adeliza Drummond. Ebbero sette figli:
- Lady Beatrice Adine Bridgeman (2 dicembre 1870-27 giugno 1952), sposò il colonnello Ernest George Pretyman, ebbero sei figli;
- Lady Margaret Alice Bridgeman (20 gennaio 1872-7 agosto 1954), sposò John Montagu Douglas Scott, VII duca di Buccleuch, ebbero otto figli;
- Orlando Bridgeman, V conte di Bradford (6 ottobre 1873-21 marzo 1957);
- Lady Helena Mary Bridgeman (16 luglio 1875-27 agosto 1947), sposò Osbert Molyneux, VI conte di Sefton, ebbero tre figli;
- Lady Florence Sibell Bridgeman (24 marzo 1877-16 giugno 1936), sposò Ronald Collet Norman, ebbero tre figli;
- Lord Richard Orlando Beaconsfield Bridgeman (28 febbraio 1879-9 gennaio 1917);
- Lord Henry George Orlando Bridgeman (15 agosto 1882-19 maggio 1972), sposò Joan Constable-Maxwell, ebbero quattro figli.

## Morte
Morì il 2 gennaio 1915, all'età di 69 anni, a Londra. Fu sepolto a Weston Park, nel Staffordshire.

## Ascendenza
|                                             |                    |                                         | Genitori                                   |  |  | Nonni |  |  | Bisnonni                                  |  |  | Trisnonni                              |  |
|                                             |                    |                                         |                                            |  |  |       |  |  | 8. Orlando Bridgeman, I conte di Bradford |  |  | 16. Henry Bridgeman, I barone Bradford |  |
|                                             |                    |                                         |                                            |  |  |       |  |  | 8. Orlando Bridgeman, I conte di Bradford |  |  | 16. Henry Bridgeman, I barone Bradford |  |
|                                             |                    | 17. Elizabeth Inchbald                  |                                            |  |  |       |  |  | 8. Orlando Bridgeman, I conte di Bradford |  |  |                                        |  |
| 4. George Bridgeman, II conte di Bradford   |                    |                                         |                                            |  |  |       |  |  | 8. Orlando Bridgeman, I conte di Bradford |  |  |                                        |  |
|                                             |                    | 9. Elizabeth Byng                       | 18. George Byng, IV visconte Torrington    |  |  |       |  |  |                                           |  |  |                                        |  |
|                                             |                    | 9. Elizabeth Byng                       | 18. George Byng, IV visconte Torrington    |  |  |       |  |  |                                           |  |  |                                        |  |
|                                             |                    | 9. Elizabeth Byng                       | 19. Lucy Boyle                             |  |  |       |  |  |                                           |  |  |                                        |  |
| 2. Orlando Bridgeman, III conte di Bradford |                    | 9. Elizabeth Byng                       |                                            |  |  |       |  |  |                                           |  |  |                                        |  |
|                                             |                    | 10. Thomas Moncreiffe, V Baronetto      | 20. William Moncreiffe, IV baronetto       |  |  |       |  |  |                                           |  |  |                                        |  |
|                                             |                    | 10. Thomas Moncreiffe, V Baronetto      | 20. William Moncreiffe, IV baronetto       |  |  |       |  |  |                                           |  |  |                                        |  |
|                                             |                    | 10. Thomas Moncreiffe, V Baronetto      | 21. Clara Guthrie                          |  |  |       |  |  |                                           |  |  |                                        |  |
| 5. Georgina Elizabeth Moncreiffe            |                    | 10. Thomas Moncreiffe, V Baronetto      |                                            |  |  |       |  |  |                                           |  |  |                                        |  |
|                                             |                    | 11. Elisabeth Ramsay                    | 22. George Ramsay, VIII conte di Dalhousie |  |  |       |  |  |                                           |  |  |                                        |  |
|                                             |                    | 11. Elisabeth Ramsay                    | 22. George Ramsay, VIII conte di Dalhousie |  |  |       |  |  |                                           |  |  |                                        |  |
|                                             |                    | 11. Elisabeth Ramsay                    | 23. Elizabeth Glen                         |  |  |       |  |  |                                           |  |  |                                        |  |
| 1. George Bridgeman, IV conte di Bradford   |                    | 11. Elisabeth Ramsay                    |                                            |  |  |       |  |  |                                           |  |  |                                        |  |
|                                             | 12. Cecil Forester | 24. William Forester                    |                                            |  |  |       |  |  |                                           |  |  |                                        |  |
|                                             | 12. Cecil Forester | 24. William Forester                    |                                            |  |  |       |  |  |                                           |  |  |                                        |  |
|                                             | 12. Cecil Forester | 25. Catherine Brooke                    |                                            |  |  |       |  |  |                                           |  |  |                                        |  |
| 6. Cecil Weld-Forester, I barone Forester   | 12. Cecil Forester |                                         |                                            |  |  |       |  |  |                                           |  |  |                                        |  |
|                                             |                    | 13. Anne Townshend                      | 26. Robert Townshend                       |  |  |       |  |  |                                           |  |  |                                        |  |
|                                             |                    | 13. Anne Townshend                      | 26. Robert Townshend                       |  |  |       |  |  |                                           |  |  |                                        |  |
|                                             |                    | 13. Anne Townshend                      | …                                          |  |  |       |  |  |                                           |  |  |                                        |  |
| 3. Selina Louisa Weld-Forester              |                    | 13. Anne Townshend                      |                                            |  |  |       |  |  |                                           |  |  |                                        |  |
|                                             |                    | 14. Charles Manners, IV duca di Rutland | 28. John Manners, marchese di Granby       |  |  |       |  |  |                                           |  |  |                                        |  |
|                                             |                    | 14. Charles Manners, IV duca di Rutland | 28. John Manners, marchese di Granby       |  |  |       |  |  |                                           |  |  |                                        |  |
|                                             |                    | 14. Charles Manners, IV duca di Rutland | 29. Frances Seymour                        |  |  |       |  |  |                                           |  |  |                                        |  |
| 7. Katherine Mary Manners                   |                    | 14. Charles Manners, IV duca di Rutland |                                            |  |  |       |  |  |                                           |  |  |                                        |  |
|                                             |                    | 15. Mary Somerset                       | 30. Charles Somerset, IV duca di Beaufort  |  |  |       |  |  |                                           |  |  |                                        |  |
|                                             |                    | 15. Mary Somerset                       | 30. Charles Somerset, IV duca di Beaufort  |  |  |       |  |  |                                           |  |  |                                        |  |
|                                             |                    | 15. Mary Somerset                       | 31. Elizabeth Berkeley                     |  |  |       |  |  |                                           |  |  |                                        |  |
|                                             |                    | 15. Mary Somerset                       |                                            |  |  |       |  |  |                                           |  |  |                                        |  |